# 갑을그룹
갑을그룹(甲乙그룹, Kabool Group)은 대한민국의 재벌로 1951년에 포목점으로 그룹을 모태로한 기업이다. 그러나 무리한 인수합병으로 어려움에 시달리면서 1997년 외환 위기의 여파로 워크아웃에 들어가, 2002년 전액 자본잠식 돌입 후 2003년 상장폐지와 함께 회사정리절차를 밟아 공중분해하였다. 존속 당시 홈페이지 도메인은 'www.kabool.co.kr'이였고 대표전화는 02-3701-7000번이다.

## 역사
- 1951년 - 자산 박재갑이 대구 서문시장에 포목점으로 창업
- 1957년 - 신한견직합명회사 설립
- 1965년 - 동국실업 인수
- 1974년 ~ 1975년 - 갑을견직 및 (주)갑을, 갑을방적 등을 설립
- 1978년 - 갑을건설 설립
- 1987년 - 갑을합섬그룹(현. KBI그룹)으로 계열분리
- 1989년 - 스리랑카에 첫 해외투자법인 설립
- 1990년 - 영남일보 인수
- 2003년 - 상장 폐지

## 부도직전 당시 갑을그룹 계열사

### 국내
- (주)갑을(비산공장, 검단공장, 태전공장)
- 갑을견직
- 갑을방적
- 신한견직
- 신한견직(명)
- 신한화섬
- (주)신한
- 갑을금속
- 갑을전자
- 갑을기계
- 갑을개발
- 갑을엔지니어링
- 조선생명
- 갑을통신
- 영남일보
- 서울국제위성뉴스

### 해외법인
- 갑을연길방직유한공사
- 갑을상숙방염유한공사
- 갑을연운항점교유한공사
- 갑을남통방직유한공사
- 갑을랑카
- 갑을마그네틱
- 갑을레이스
- 갑을-우즈벡
- 갑을 타지크 텍스타일

## 산하 기관
- 갑을기술연구소

## 공익사업
- 자산장학재단

## 같이 보기
- KBI그룹
- 영남일보